# ROC (Annemasse)
ROC is een historisch merk van wegrace-motorfietsen.
ROC, Annemasse, France. 
Kleine Franse firma, eigendom van Serge Rosset. Rosset was manager van de Grand Prix teams van ELF en Yamaha France geweest. In 1992 werd ROC samen met het Britse Harris door Yamaha gekozen om frames voor productieracers te bouwen. In 1994 bouwde Rosset een eigen 500 cc V-vier racer, die hij Moto Française GP 1 noemde.
- Er was nog een merk met de naam ROC, zie ROC (Birmingham).